# Patrick Breen
Joseph Patrick Breen (Brooklyn, 26 ottobre 1960) è un attore statunitense.

## Biografia
È sposato dal 1992 con l'attrice Nadine Van der Velde da cui ha avuto due figli.
In un'intervista alla rivista LGBT Metro Weekly si è dichiarato bisessuale.

## Filmografia parziale

### Cinema
- Malibu College California (Nobody's Perfect), regia di Robert Kaylor (1990)
- Saluti dal caro estinto (Passed Away), regia di Charlie Peters (1992)
- Amore con interessi (For Love or Money), regia di Barry Sonnenfeld (1993)
- Get Shorty, regia di Barry Sonnenfeld (1995)
- Colin Fitz, regia di Robert Bella (1997)
- Mai dire ninja (Beverly Hills Ninja), regia di Dennis Dugan (1997)
- Men in Black, regia di Barry Sonnenfeld (1997)
- La voce dell'amore (One True Thing), regia di Carl Franklin (1998)
- Galaxy Quest, regia di Dean Parisot (1999)
- Biglietti... d'amore (Just the Ticket), regia di Richard Wenk (1999)
- East of A, regia di Amy Goldstein (2000)
- Crime Party, regia di Drew Daywalt e David Schneider (2002)
- Just a Kiss, regia di Fisher Stevens (2002)
- Mi chiamano Radio (Radio), regia di Michael Tollin (2003)
- Fuga dal Natale (Christmas with the Kranks), regia di Joe Roth ([004)
- Un amore da vicino (The Neighbor), regia di Eddie O'Flaherty (2008)
- Aiuto vampiro (Cirque du Freak: The Vampire's Assistant), regia di Paul Weitz (2009)
- Rio Sex Comedy, regia di Jonathan Nossiter (2010)
- The Bleeding House, regia di Philip Gelatt (2011)
- Draft Day, regia di Ivan Reitman (2014)

### Televisione
- Spenser (Spenser:For Hire) - serie TV, 1 episodio (1986)
- Mia sorella Sam (My Sister Sam) - serie TV, 1 episodio (1987)
- I Cavanaugh (The Cavanaughs) - serie TV, 1 episodio (1987)
- La piccola grande Nell (Gimme a Break!) - serie TV, 2 episodi (1987)
- I quattro della scuola di polizia (21 Jump Street) - serie TV, 1 episodio (1987)
- Just in Time - serie TV, 6 episodi (1988)
- I giorni dell'atomica - film TV (1989)
- Monsters - serie TV, 1 episodio (1990)
- Sunday Dinner - serie TV, 6 episodi (1991)
- Melrose Place - serie TV, 3 episodi (1993)
- Fallen Angels - serie TV, 1 episodio (1993)
- Big Wave Dave's - serie TV, 6 episodi (1993)
- Simon - serie TV, 10 episodi (1995-1996)
- Una vita da vivere (One Life to Live) - serie TV, (1996-1997)
- Jenny - serie TV, 1 episodio (1998)
- Cinque in famiglia (Party of Five) - serie TV, 2 episodi (1998)
- In the Loop - serie TV (1998)
- Oz - serie TV, 2 episodi (1999)
- Sex and the City – serie TV, episodio 2x17 (1999)
- Kristin - serie TV, 1 episodio (2001)
- Jack & Jill - serie TV, 1 episodio (2001)
- Ally McBeal - serie TV, 1 episodio (2001)
- Frasier - serie TV, 1 episodio (2001)
- Giudice Amy (Judging Amy) - serie TV, 1 episodio (2001)
- The Tick - serie TV, 1 episodio (2001)
- Will & Grace - serie TV, 1 episodio (2001)
- Angel - serie TV, 1 episodio (2002)
- West Wing - Tutti gli uomini del Presidente (The West Wing) - serie TV, episodio 3x19 (2002)
- Do Over - serie TV, 1 episodio (2002)
- Law & Order - I due volti della giustizia (Law & Order) - serie TV, 3 episodi (1996-2004)
- Detective Monk (Monk) - serie TV, 1 episodio (2004)
- Rock Me Baby - serie TV, 5 episodi (2003-2004)
- Joan of Arcadia - serie TV, 3 episodi (2003-2004)
- Kevin Hill - serie TV, 22 episodi (2004-2005)
- CSI - Scena del crimine (CSI: Crime Scene Investigation) - serie TV, 1 episodio (2006)
- Boston Legal - serie TV, 3 episodi (2006-2007)
- La complicata vita di Christine (The New Adventures of Old Christine)  - sit-com, 1 episodio (2007)
- E.R. - Medici in prima linea (E.R.) - serie TV, 1 episodio (2008)
- Bull - serie TV, episodio 6x07 (2021)
- Evil – serie TV, episodi 4x04-4x05 (2024)

## Doppiatori italiani
Nelle versioni in italiano delle opere in cui ha recitato, Patrick Breen è stato doppiato da:
- Raffaele Palmieri in Draft Day, Bull
- Claudio Colombo in Ally McBeal
- Francesco Meoni in Detective Monk
- Corrado Conforti in Ghost Whisperer - Presenze
- Alessio Cigliano in Criminal Minds
- Edoardo Nordio in The Good Wife
- Sergio Lucchetti in Blue Bloods
- Francesco Bulckaen in Major Crimes
- Massimo De Ambrosis in The Blacklist
- Emilio Mauro Barchiesi in 1981: Indagine a New York
- Franco Mannella in Elementary
- Simone Mori ne La fantastica signora Maisel
- Vittorio De Angelis in Amore con interessi
- Luigi Scribani in Una serie di sfortunati eventi
- Alberto Bognanni in Monsters: The Lyle and Erik Menendez Story